# Lise Davidsen
Lise Davidsen, född 8 februari 1987 i Stokke i Norge, är en norsk operasångerska (sopran).
Lise Davidsen utbildade sig i klassisk sång från 2010 för Hilde Haraldsen Sveen på Griegakademiet – Institutt for musikk vid Universitetet i Bergen samt därefter för Susanna Eken på Operaakademiet/Det Kongelige Danske Musikkonservatorium i Köpenhamn med magisterexamen 2014.
Hon slog igenom 2015 genom att vinna Första pris för kvinnliga sångare, Operalias,  Birgit Nilssonpris samt Publikens pris på operatävlingen Plácido Domingo's Operalia i London. Samma år vann hon Dronning Sonja Internasjonale Musikkonkurranse i Oslo.